# Dezső Márta
Dezső Márta (Bűdszentmihály, 1950. február 8. –) alkotmányjogász, egyetemi tanár, az MTA köztestületének tagja. 2007-től 2013-ig az ELTE Állam- és Jogtudományi Kar Alkotmányjogi tanszékének tanszékvezetője, 1998 és 2010 között a kar külügyi dékánhelyettese volt.
Az alkotmány- és választójog, a képviselet nemzetközileg elismert szakértője. Fontos kutatási területe a választási rendszerek összehasonlítása, különösen a szuverenitás és az Európai Unió összefüggéseinek vizsgálata. Számos magyar és nemzetközi publikációt jegyez, továbbá számos előadást tartott Magyarországon és külföldön – így például az Egyesült Államokban, Kanadában, Kínában vagy Mexikóban.

## Tudományos és közéleti pályafutása
1973-ban szerzett jogi diplomát az ELTE-n, majd az Magyar Tudományos Akadémia Állam- és Jogtudományi Intézetében helyezkedett el, ahol egészen 1990-ig dolgozott. A rendszerváltás időszakában részt vett annak a jogászcsoportnak a munkájában, amelyik a jogalkotási törvényt és az első alapjogi törvényeket alkotta meg.
1991 és 2008 között az Európai Választási Szakértők Egyesülete Dokumentációs Központjának tudományos igazgatója volt.
1994-ben „Választási rendszer és alkotmányos hatalomgyakorlás” címen védte meg kandidátusi disszertációját.
1995 és 1998 között az Országgyűlés Alkotmányelőkészítő-bizottságának állandó szakértője volt.
A Magyar Alkotmányjogászok Egyesületének alapító tagja, illetve 2007 és 2013 között ügyvezető elnöke.

## Egyetemi pályafutása
Tanári tevékenységét a rendszerváltás korszakában, az ELTE ÁJK és a Politikai Főiskola alkotmányjog tanáraként kezdte, majd 1990-től az ELTE ÁJK Alkotmányjogi tanszékének főállású tanára lett. 1994-től egyetemi docens, majd 2005-től az egyetem professzora volt. 2007-től 2013-ig az Alkotmányjogi tanszék tanszékvezetője volt.
Alkotmányjogot, választási rendszereket és európai alkotmányosságot oktatott. Számos doktorandusz hallgató témavezetője volt – mind aktív évei alatt, mind nyugdíjba vonulása után. Emellett számos doktori eljárásban opponensként vagy bíráló bizottsági tagként, elnökként működött közre.
1998 és 2010 között betöltötte az ELTE ÁJK külügyi dékánhelyettesi posztját is. Hivatali idejéhez köthető és jelentős részben munkájának eredménye a kari Erasmus képzésének beindítása, az LLM képzés létrejötte, az ELTE ÁJK-nak a Panthéon-Assas (Paris II) Egyetemmel, illetve a Georg-August-Universität Göttingennel közös francia illetve német nyelvű részképzése. 
2013-tól a kar professor emeritája.

## Szerzői munkássága

### Könyvek
- Képviselet és választás a parlamenti jogban, Budapest, KJK-MTA ÁJI, 1998
- Dezső Márta, Fűrész Klára, Kukorelli István, Sári János, Schmidt Péter, Takács Imre. Alkotmányjog Századvég Kiadó, 1992
- Dezső Márta, Tóth Zoltán: Választás és Választási eljárás, Budapest, Rejtjel Kiadó, 2002
- Dezső Márta, Vincze Attila: Magyar alkotmányosság az európai integrációban, Budapest, HVG-ORAC, 2012

### Tankönyvek
Az 1992-ben megjelent, majd 1995-től évente kiadott Alkotmányjog tankönyv hat szerzőjének egyike. A művet a szerzők többször átdolgozták, megújították. 2002-es átdolgozása után Alkotmánytan I. címen jelent meg, majd 2007-ben ismét átdolgozott formában adták közre. A tankönyv első változatában Dezső Márta a szuverenitásról és választási rendszerről szóló fejezetek szerzője volt, a mű későbbi kiadásaiban pedig az európai jogrendről és tagállami szuverenitásról, a népszavazásról, népi kezdeményezésről, a kétkamarás parlamentről szóló fejezeteket is ő jegyezte.

### Publikációk
- 1973 – Jogalkalmazás és mérlegelés in Állam és Igazgatás, 1993/10
- Az államigazgatási jogalkalmazás törvényességének problémái in Állam és Igazgatás, 1975/9

## Díjai, elismerései
- Magyar Köztársasági Arany Érdemkereszt, 2005[14]
- Az Eötvös Loránd Tudományegyetem Emlékérme, 2010[15]
- Moór Gyula-díj, 2015[16]